# Badagaon
Badagaon là một thị xã và là một nagar panchayat của quận Tikamgarh thuộc bang Madhya Pradesh, Ấn Độ.

## Nhân khẩu
Theo điều tra dân số năm 2001 của Ấn Độ, Badagaon có dân số 7724 người. Phái nam chiếm 52% tổng số dân và phái nữ chiếm 48%. Badagaon có tỷ lệ 44% biết đọc biết viết, thấp hơn tỷ lệ trung bình toàn quốc là 59,5%: tỷ lệ cho phái nam là 52%, và tỷ lệ cho phái nữ là 36%. Tại Badagaon, 20% dân số nhỏ hơn 6 tuổi.